# Yasser Ibrahim Farag
Yasser Ibrahim Farag (ur. 2 maja 1984) – egipski lekkoatleta specjalizujący się w rzucie dyskiem oraz pchnięciu kulą.

## Osiągnięcia
| Rok  | Impreza                               | Miejsce     | Konkurencja           | Lokata            | Wynik           |
| ---- | ------------------------------------- | ----------- | --------------------- | ----------------- | --------------- |
| 2001 | Mistrzostwa świata juniorów młodszych | Debreczyn   | Pchnięcie kulą (5 kg) | 2. miejsce        | 19,58           |
| 2001 | Mistrzostwa Afryki juniorów           | Réduit      | Pchnięcie kulą        | 1. miejsce        | 15,44 lub 15,90 |
| 2002 | Mistrzostwa świata juniorów           | Kingston    | Pchnięcie kulą (6 kg) | 7. miejsce        | 19,49           |
| 2003 | Mistrzostwa Afryki juniorów           | Garoua      | Pchnięcie kulą (6 kg) | 1. miejsce        | 18,13           |
| 2003 | Mistrzostwa Afryki juniorów           | Garoua      | Rzut dyskiem (1,5 kg) | 2. miejsce        | 51,87           |
| 2003 | Mistrzostwa Afryki juniorów           | Garoua      | Rzut młotem (6 kg)    | 3. miejsce        | 28,53           |
| 2003 | Igrzyska afrykańskie                  | Abudża      | Pchnięcie kulą        | 3. miejsce        | 17,96           |
| 2004 | Mistrzostwa Afryki                    | Brazzaville | Pchnięcie kulą        | 3. miejsce        | 18,51           |
| 2006 | Mistrzostwa Afryki                    | Bambous     | Pchnięcie kulą        | 1. miejsce        | 18,93           |
| 2006 | Mistrzostwa Afryki                    | Bambous     | Rzut dyskiem          | 2. miejsce        | 54,38           |
| 2006 | Puchar świata                         | Ateny       | Pchnięcie kulą        | 8. miejsce        | 18,23           |
| 2007 | Igrzyska afrykańskie                  | Algier      | Pchnięcie kulą        | 1. miejsce        | 19,20           |
| 2007 | Igrzyska afrykańskie                  | Algier      | Rzut dyskiem          | 2. miejsce        | 61,58           |
| 2008 | Mistrzostwa Afryki                    | Addis Abeba | Pchnięcie kulą        | 2. miejsce        | 17,39           |
| 2008 | Mistrzostwa Afryki                    | Addis Abeba | Rzut dyskiem          | 2. miejsce        | 56,06           |
| 2008 | Igrzyska olimpijskie                  | Pekin       | Pchnięcie kulą        | el. – 37. miejsce | 18,42           |
| 2009 | Igrzyska śródziemnomorskie            | Pescara     | Rzut dyskiem          | 3. miejsce        | 61,07           |
| 2009 | Igrzyska frankofońskie                | Bejrut      | Pchnięcie kulą        | 2. miejsce        | 18,09           |
| 2009 | Igrzyska frankofońskie                | Bejrut      | Rzut dyskiem          | 2. miejsce        | 59,56           |
| 2010 | Mistrzostwa Afryki                    | Nairobi     | Rzut dyskiem          | 2. miejsce        | 58,71           |
| 2011 | Igrzyska afrykańskie                  | Maputo      | Rzut dyskiem          | 1. miejsce        | 63,20           |
| 2011 | Igrzyska afrykańskie                  | Maputo      | Pchnięcie kulą        | 1. miejsce        | 19,73           |
| 2011 | Igrzyska panarabskie                  | Doha        | Rzut dyskiem          | 2. miejsce        | 60,47           |
| 2011 | Igrzyska panarabskie                  | Doha        | Pchnięcie kulą        | 1. miejsce        | 19,44           |
| 2013 | Mistrzostwa panarabskie               | Doha        | Pchnięcie kulą        | 2. miejsce        | 18,84           |
| 2013 | Mistrzostwa panarabskie               | Doha        | Rzut dyskiem          | 4. miejsce        | 59,31           |
| 2013 | Igrzyska śródziemnomorskie            | Mersin      | Pchnięcie kulą        | 6. miejsce        | 19,25           |
| 2013 | Igrzyska śródziemnomorskie            | Mersin      | Rzut dyskiem          | 6. miejsce        | 59,72           |
| 2013 | Igrzyska solidarności islamskiej      | Palembang   | Pchnięcie kulą        | 5. miejsce        | 17,23           |
| 2013 | Igrzyska solidarności islamskiej      | Palembang   | Rzut dyskiem          | 6. miejsce        | 56,01           |
| 2014 | Mistrzostwa Afryki                    | Marrakesz   | Rzut dyskiem          | 5. miejsce        | 52,82           |

Bez powodzenia startował w konkursach pchnięcia kulą podczas mistrzostw świata oraz halowych mistrzostw świata.

## Rekordy życiowe
- pchnięcie kulą – 19,97 (6 maja 2009, Kair)
- rzut dyskiem (stadion) – 63,20 (11 września 2011, Maputo)
- rzut dyskiem (hala) – 63,37 (27 marca 2010, Växjö) rekord Egiptu